# Nihed Benchadli
Nihed Benchadli, née le 30 septembre 2001, est une rameuse d'aviron algérienne.

## Carrière
Aux Jeux africains de la jeunesse de 2018, elle obtient la médaille d'or de skiff et la médaille de bronze en relais mixte de skiff.
Aux Jeux africains de 2019, elle remporte la médaille de bronze en relais mixte de skiff.
Elle remporte aux Championnats d'Afrique d'aviron 2019 la médaille d'or en skiff des moins de 23 ans, en deux de couple des moins de 23 ans, en skiff juniors et en deux de couple juniors.
Elle obtient la médaille d'or en skiff poids légers ainsi qu'en deux de couple avec Racha Hind Manseri, dans les deux cas en seniors ainsi qu'en moins de 23 ans, aux Championnats d'Afrique d'aviron 2022 au Caire.
Elle remporte la médaille d'argent en skiff et la médaille de bronze en deux de couple mixte avec Abdenour Zouad aux Jeux africains de plage de 2023 à Hammamet,
Elle remporte aux Championnats d'Afrique d'aviron 2023 la médaille d'or en skiff ainsi qu'en skiff des moins de 23 ans.